# دولت العلویین
دولت العلویین دولتی است که قیمومت فرانسه بر سوریه در بین سال‌های ۱۹۲۰ تا ۱۹۳۶ در سواحل دریای مدیترانه (امروز شامل دو استان لاذقیه و طرطوس است) به وجود آورد.

## تاریخ
فرانسه سواحل سوریه را در خلال جنگ جهانی اول سال ۱۹۱۸ به تصرف خود درآورد؛ و جامعه ملل «اقلیم العلویین» را به قیمومت فرانسه در تاریخ ۲ سپتامبر ۱۹۲۰ بخشید. درابتدا این اقلیم دولت خودگردان در زیر نظر این قیمومت بود تا در ۱ ژوئیه ۱۹۲۲ اقلیم العلویین با فدرال سوریه زیر نظر این قیمومت ادغام شد.
در ۲۹ سپتامبر ۱۹۲۳، این دولت سنجاق لاذقیه و پایتخت آن نیز شهر لاذقیه اعلام شد، و در ۱ ژانویه ۱۹۲۵ اسمش به‌طور رسمی به دولت العلویین تغیر نام یافت؛ و در ۲۲ سپتامبر ۱۹۳۰، دوباره به اسم قبلیش سنجاق لاذقیه نام‌گذاری شد و جمعیت آن نیز در تاریخ مذکور ۲۷۸٬۰۰۰ تن بوده است.
این دولت، ۵ دسامبر ۱۹۳۶–۳۷ در نهایت جزء کشور سوریه اعلام شد.